# Teatr CST
Teatr CST (Cieszyńskie Studio Teatralne) – teatr alternatywny założony przez Bogusława Słupczyńskiego w Cieszynie w 2000 roku. Teatr w swoje spektakle wplata wątki etnograficzne, szczególnie interesuje się obszarami przenikania kultur w Beskidzie Niskim i Bieszczadach. Zespół prowadzi działalność artystyczną i pedagogiczną. Projekty realizowane przez teatr powstają we współpracy z Fundacją Kultury, Fundacją im. Stefana Batorego i Fundacją Wspomagania Wsi.

## Działalność teatralna
CST brało udział w Festiwalu Teatralnym w Pradze „Next Wave – Następna Fala” (2000), w Festiwalu Teatralnym „Na Granicy” w Cieszynie oraz w konferencji „Europa Forum” w Lucernie w Szwajcarii (2004). W 2003 roku na XIII Międzynarodowym Festiwalu Teatralnym Malta teatr został nagrodzony Offeuszem jako najlepszy teatr nurtu off za spektakl Wschodzenie, oparty na motywach II i IV części „Dziadów” Adama Mickiewicza. Za ten spektakl teatr został uhonorowany nagrodami i wyróżnieniami na innych przeglądach teatralnych i festiwalach. W 2004 roku teatr prezentował realizowane przez siebie przedstawienia podczas Międzynarodowego Festiwalu Szkół Teatralnych w Preszowie na Słowacji, w Opolu w Teatrze im. Jana Kochanowskiego na Ogólnopolskim Festiwalu – Opolskie Konfrontacje Teatralne „Klasyka Polska”, w Olecku na Festiwalu Sztuk Alternatywnych „Sztama”, w Teatrze Małym w Warszawie, w Teatrze Kana w Szczecinie oraz w Teatrze Terminus a Quo w Nowej Soli. Grupa brała udział jako gość w XIV Międzynarodowym Festiwal Teatralnym Malta, gdzie w programie głównym zaprezentowała spektakl Droga żywiecka. Z Drogą żywiecką CST odwiedziło także Międzynarodowy Festiwal Teatralny „Wioska Teatralna” w Węgajtach. W 2008 roku na poznańskiej Malcie został zaprezentowany spektakl Kavkazkij Priviet. W tym samym czasie powstał kolejny spektakl „Bolko Kantor”, opowiadający o Adolfie Kantorze, przedwojennym mistrzu boksu, żołnierzu, patriocie i społeczniku. W ramach pracy Studia zrealizowano monodram Szymona Pilcha pt. Historia konia według Bystronogiego Lwa Tołstoja, spektakl muzyczny Miasteczko (aranżacje jazzowe przedwojennych i powojennych piosenek) oraz Russkij ostrov – monodram w wykonaniu Łukasza Matuszka, na motywach sztuki Jewgienija Griszkowca Jak zjadłem psa.

## Inne aktywności
Zespół teatru organizuje poszukiwania, wędrówki po bieszczadzkich i podlaskich wsiach, gdzie odnajduje żywe tradycje i inspiracje. Pierwsze wyprawy (2001-2002) prowadziły na pogranicze polsko-ukraińskie do Bystrego i Mnichowca. W latach 2002–2008 w centrum zainteresowania zespołu znalazła się dolina Osławy, gdzie też w Morochowie powstała rezydencja teatru. W latach 2007–2008 artrści eksplorowali północne Podlasie, odwiedzając m.in. Wierszalin.
Aktorzy odtwarzają dawne obyczaje, kolędując, organizując jasełka i spotkania karnawałowe. Organizują koncerty i wystawy, spotkania naukowe na tematy związane z historią i historią teatru.

### Ośrodek Teatru Kultur
W 2005 roku aktorzy teatru utworzyli w Morochowie koło Sanoka Ośrodek Teatru Kultur, którym od roku 2006 organizują Festiwal Teatralny Morochów/Mopoxib. Ośrodek ma być płaszczyzną spotkań z artystami teatru oraz mieszkańcami z okolicznych wiosek. Efektem realizowanego projektu Szkoła Dziedzictwa Kulturowego Pogranicza stała się wystawa Człowiek jest piękny, prezentująca stare fotografie, zebrane wśród okolicznych mieszkańców.

## Nagrody
- „Orfeusz” dla najlepszego teatru nurtu off na Malcie 2003